# Julius Sang
Julius Sang (* 19. September 1948 in Kapsabet; † 9. April 2004 in Eldoret) war ein kenianischer Sprinter und Olympiasieger.
Sang studierte an der North Carolina Central University, für die er während seiner Studienzeit auch startete. Verheiratet war er mit der ebenfalls beachtlichen Läuferin Tekla Chemabwai.
Zu Beginn seiner Karriere war er Weitspringer und wurde Achter bei den British Empire and Commonwealth Games 1966 in Kingston.
Bei den Olympischen Spielen 1968 in Mexiko-Stadt schied er über 100 Meter im Vorlauf aus und erreichte über 200 Meter das Viertelfinale.
1970 wurde er bei den British Commonwealth Games in Edinburgh jeweils Achter über 200 und 400 Meter und gewann mit der kenianischen Mannschaft in der Besetzung Munyoro Nyamau, Sang, Robert Ouko und Charles Asati die 4-mal-400-Meter-Staffel.
Bei den Olympischen Spielen 1972 in München gewann er die Bronzemedaille im 400-Meter-Lauf hinter den beiden US-Amerikanern Vince Matthews, (Gold) und Wayne Collett (Silber) sowie die Mannschaftsgoldmedaille in der 4-mal-400-Meter-Staffel, zusammen mit seinen Teamkollegen Asati, Nyamau und Ouko, vor den Stafetten aus dem Vereinigten Königreich (Silber) und Frankreich (Bronze).
1974 schied er bei den British Commonwealth Games in Christchurch über 400 Meter im Halbfinale aus. Die kenianische Stafette verteidigte ihren Titel in der Besetzung Asati, Francis Musyoki, William Koskei und Sang.
Er starb am 9. April 2004 durch Komplikationen während einer Magenbehandlung.

## Persönliche Bestzeiten
- 100 m: 10,3 s, 1968
- 200 m: 20,3 s, 27. September 1969, Nairobi
- 400 m: 44,92 s, 7. September 1972, München